# Tehuana
Tehuana é um género botânico pertencente à família Asteraceae. Contém uma única espécie, Tehuana calzadae Panero & Villaseñor, presente no México.